# La Cruz de Río Grande
La Cruz de Río Grande es un municipio de la Región Autónoma del Arlantico Sur en la República de Nicaragua.

## Geografía
El término municipal limita al norte con el municipio de Prinzapolka, al sur con el municipio de El Tortuguero, al este con el municipio de Desembocadura de Río Grande y al oeste con los municipios de Mulukukú y Paiwas.
La cabecera municipal está ubicada a 410 kilómetros de la capital de Managua.

## Historia
No hay referentes claros sobre los pobladores originarios del territorio que habría sido un territorio misquito, aunque el momento actual quedan allí muy pocos pobladores de esa etnia.
La Cruz de Río Grande fue fundada, con el nombre de Río Grande, como distrito en 1893 o poco antes. La historia conocida se inicia en la segunda mitad del siglo XX, cuando se asentaron en la zona empresas norteamericanas que crearon enclaves de producción de banano, hule, raicilla y madera. Se instalaron comodidades como almacenes y grandes edificios, casinos, teatros, fonógrafo, teléfonos, pistas aéreas, carreteras de todo tiempo y ferrocarriles, lo que atrajo oleadas de campesinos migrantes desde el Pacífico. Las bananeras se retiraron en 1940, destruidas sus plantaciones por el huracán Irene.
Con una ruptura con La Cruz de Río Grande, en 1996 se formaron los municipios de El Tortuguero y Desembocadura de Río Grande.

## Demografía
La Cruz de Río Grande tiene una población actual de 49,445 habitantes. De la población total, el 50.6% son hombres y el 49.4% son mujeres. Casi el 15.6% de la población vive en la zona urbana.

## Naturaleza y clima
El municipio tiene un clima monzónico tropical, en el que la temperatura promedio oscila entre los 25 a 26 °C. La precipitación pluvial varía entre los 2800 y 3200 mm caracterizándose por una buena distribución durante todo el año.
La región se ubica principalmente en la llamada Planicie Costanera del Atlántico, caracterizada por un relieve dominante plano o con poca pendiente, que está seccionada por una red abundante de drenes naturales, que ofrecen un buen escurrimiento superficial; los suelos derivados de estos materiales son muy ácidos, muy pobres en bases, ricos en aluminio y de baja fertilidad.

## Localidades
El territorio municipal está dividido administrativamente en la cabecera municipal y 49 comunidades, agrupadas en las diez microrregiones siguientes: Makantaka, Matagalpa, Muelle Real, San Miguel de Casa de Alto, Batitán, Uliwas, Aguas Calientes, Mayawas, Santo Domingo del Carmen y La Cruz.

## Economía
Actualmente el municipio es una zona eminentemente agrícola y ganadera de pequeña y mediana producción.

## Transporte
La Cruz de Río Grande es uno de los municipios más aislados del país. Los caminos son pocos y no existe un camino al centro de La Cruz de Río Grande desde el resto del país. La ruta de transporte más importante es el río Grande de Matagalpa, que atraviesa el municipio de oeste a este. En seis horas se puede llegar en lancha río abajo y por mar hasta Bluefields, o río arriba hasta San Pedro del Norte en el municipio de Paiwas, desde donde hay una carretera de conexión hacia el oeste con el resto del país.